# Ендла (Йиґева)
Е́ндла (ест. Endla küla) — село в Естонії, у волості Йигева повіту Йигевамаа.

## Населення
Чисельність населення на 31 грудня 2011 року становила 39 осіб.

## Географія
Село розташоване на відстані приблизно 15,5 км на північний захід від міста Йигева та 4 км від села Ваймаствере.
Дістатися Ендли можна автошляхом 39 (Тарту — Йигева — Аравете) та дорогою 156 від Ваймаствере.

## Пам'ятки
- Жертовник (жертовний камінь) (Endla ohvrikivi)[2].
- Природний заповідник Ендла.